# Долац (Гламоч)
Долац је насељено мјесто у Босни и Херцеговини, у општини Гламоч, које административно припада Федерацији Босне и Херцеговине. Према попису становништва из 1991. у насељу је живјело 64 становника.

## Географија
Долац се налази на југу Гламочког поља.

## Становништво
| Демографија | Демографија | Демографија |
| Година      | Становника  | Становника  |
| ----------- | ----------- | ----------- |
| 1961.       | 177         |             |
| 1971.       | 152         |             |
| 1981.       | 108         |             |
| 1991.       | 64          |             |
| 2013.       | 16          |             |

У селу Долац живеле су српске породице са презименима Радић, Ерцег, Жујко, Вулета и Ђуран.